# Geringstes Gebot
Das geringste Gebot im Zwangsversteigerungsverfahren ist in  der Legaldefinition gem. § 44 Abs. 1 des Gesetzes über die Zwangsversteigerung und die Zwangsverwaltung (ZVG) geregelt:
„Bei der Versteigerung wird nur ein solches Gebot zugelassen, durch welches die dem Anspruch des Gläubigers vorgehenden Rechte sowie die aus dem Versteigerungserlös zu entnehmenden Kosten des Verfahrens gedeckt werden (geringstes Gebot).“

## Zweck der Regelung
§ 44 Abs. 1 ZVG bringt das für das Zwangsversteigerungsverfahren zentrale Deckungsprinzip zum Ausdruck. Es besagt, dass als Zulässigkeitsvoraussetzung für das Gebot eines Erwerbsinteressenten die Verfahrenskosten (Verfahrensgebühr, Zustellkosten, Kosten des Sachverständigengutachtens gem. § 74a Abs. 5 ZVG) und die dem Anspruch des bestrangig betreibenden Gläubigers vorgehenden Rechte abgedeckt sein müssen. Mit anderen Worten: Es soll ausgeschlossen werden, dass nachrangig eingetragene Gläubiger vorrangig eingetragene Gläubiger in ihren Rechten beeinträchtigen.

## Zusammensetzung
Das geringste Gebot setzt sich zusammen aus Mindestbargebot und den bestehenbleibenden Rechten.
Einziger Bezugspunkt für die Berechnung des geringsten Gebotes ist die grundbuchliche Rangposition des als Verfahrensherr anzusehenden  bestrangig betreibenden Gläubigers. Das geringste Gebot kann sich durch Antragsrücknahme/Bewilligung der einstweiligen Einstellung der Zwangsversteigerung bis zur Verkündung des Zuschlags ändern. Dadurch bleibt bis zum letzten Augenblick die Zuschlagsversagung möglich.
Zu diesen vorrangigen Rechten gehören insbesondere:
- der als bar mindestens zu zahlende Teil (Mindestbargebot):
  - die Kosten des Zwangsversteigerungsverfahrens
  - Öffentliche Lasten
  - laufende und ggf. rückständige Zinsen für vorrangige Rechte
- die dem bestbetreibenden Gläubiger im Rang vorgehenden Belastungen (bestehenbleibende Rechte) in der Abteilung II und III des Grundbuchs.

Je nach Fallkonstellation können noch andere Rechte oder Ansprüche in das geringste Gebot fallen. Es kann auch sein, dass es überhaupt keine bestehenbleibenden Rechte gibt.

### Fallbeispiel 1
In der Abteilung III des Grundbuchs sind nachfolgende Belastungen eingetragen:
1. Grundschuld "Altru-Bank" 180.000 €
2. Hypothek "Freibank" 145.000 €
3. Zwangshypothek zugunsten des Bauunternehmers Stein: 24.785 €

Die „Altru-Bank“ betreibt die Zwangsversteigerung. Der Verkehrswert des Grundstückes beträgt 260.000 €. Die Verfahrenskosten betragen 6.500 €. An Grundsteuern für die letzten 18 Monate sind 1480 € zu begleichen.
Das Geringste Gebot errechnet sich wie folgt:
- Verfahrenskosten gem. § 109 ZVG:[3] 6.500 €
- Grundsteuern gem. § 10 Nr. 3 ZVG: 1480 €
- bestehenbleibende Rechte vorrangig eingetragener Gläubiger gem. §§ 44 Abs. 1, Halbsatz 2, 1. Alternative, 10 Nr. 4 ZVG: 0 €

Geringstes Gebot: 7.980 €

### Fallbeispiel 2
In der Abteilung III des Grundbuchs sind nachfolgende Belastungen eingetragen:
1. Grundschuld "Altru-Bank" 180.000 €
2. Hypothek "Freibank" 145.000 €
3. Zwangshypothek zugunsten des Bauunternehmers Stein: 24.785 €

Bauunternehmer Stein betreibt die Zwangsversteigerung. Der Verkehrswert des Grundstückes beträgt 260.000 €. Die Verfahrenskosten betragen 6.500 €. An Grundsteuern für die letzten 18 Monate sind 1480 € zu begleichen.
Das Geringste Gebot ermittelt sich wie folgt:
- Verfahrenskosten gem. § 109 ZVG: 6.500 €
- Grundsteuern gem. § 10 Nr. 3 ZVG: 1480 €
- bestehenbleibende Rechte vorrangig eingetragener Gläubiger gem. §§ 44 Abs. 1, Halbsatz 2, 1. Alternative, 10 Nr. 4 ZVG: 325.000 €

Geringstes Gebot: 332.980 €
Der Rechtspfleger würde jedes Gebot unterhalb dieses Betrage als unzulässig zurückweisen. Vorgelagert ist der  Betrieb des Zwangsversteigerungsverfahrens in dieser Konstellation unsinnig, da das geringste Gebot weit über dem Verkehrswert liegt; Erwerbsinteressenten würden hierauf nicht bieten. Das Zwangsversteigerungsgericht würde dem Antragsteller in Anbetracht dessen daher vorab – d. h. vor Erteilung des Begutachtungsauftrages gem. § 74a Abs. 5 ZVG – empfehlen,  den Zwangsversteigerungsantrag zurückzunehmen.

## Besondere Regelung zur Teilungsversteigerung
Bei der Teilungsversteigerung gilt die Besonderheit, dass alle Rechte und Ansprüche in das geringste Gebot fallen, die den Eigentumsanteil des Antragstellers belasten oder mitbelasten, außerdem alle anderen Rechte, die diesen im Rang vorgehen oder denselben Rang haben.

## Bargebot
Das geringste Gebot wird im Zwangsversteigerungstermin vor Beginn der Bietzeit (Bietungszeit; mindestens 30 Minuten) vom Gericht bekanntgemacht. Für den Bietinteressenten sind hierbei die bestehenbleibenden Rechte von besonderer Bedeutung, denn das Gebot im Versteigerungstermin bezeichnet nur das Bargebot, also das, was tatsächlich gezahlt wird. Ein Bieter muss zu diesem Bargebot immer die bestehenbleibenden und von ihm zu übernehmenden Grundstücksbelastungen (Grundsicherheiten) hinzurechnen, um den tatsächlichen „Preis“, den er bietet, zu erkennen.